# Henri-Alexandre Danlos
Henri-Alexandre Danlos (París, 26 de marzo de 1844 - Chatou, Francia, 12 de septiembre de 1912), fue un dermatólogo francés. En colaboración con el dermatólogo danés Edvard Ehlers en la descripción de enfermedades hereditarias del tejido conjuntivo a la que dieron su nombre: el síndrome de Ehlers-Danlos.
Estudió medicina en París, y durante la primera parte de su carrera realizó la investigación en el laboratorio de Charles Adolphe Wurtz. En 1881 se convirtió en médecin des hôpitaux (médico funcionario), y cuatro años más tarde fue jefe de servicio en el Hospital Tenon de París. Participó en estudios utilizando diferentes preparaciones de arsénico y mercurio en el tratamiento de la sífilis y otras enfermedades de la piel.
Danlos fue pionero en el uso de la radioactividad en el tratamiento del lupus eritematoso de la piel, y en 1901 con el físico Eugène Bloch, fueron los primeros en aplicar radio sobre las lesiones cutáneas de la tuberculosis.